# Finn Wittrock

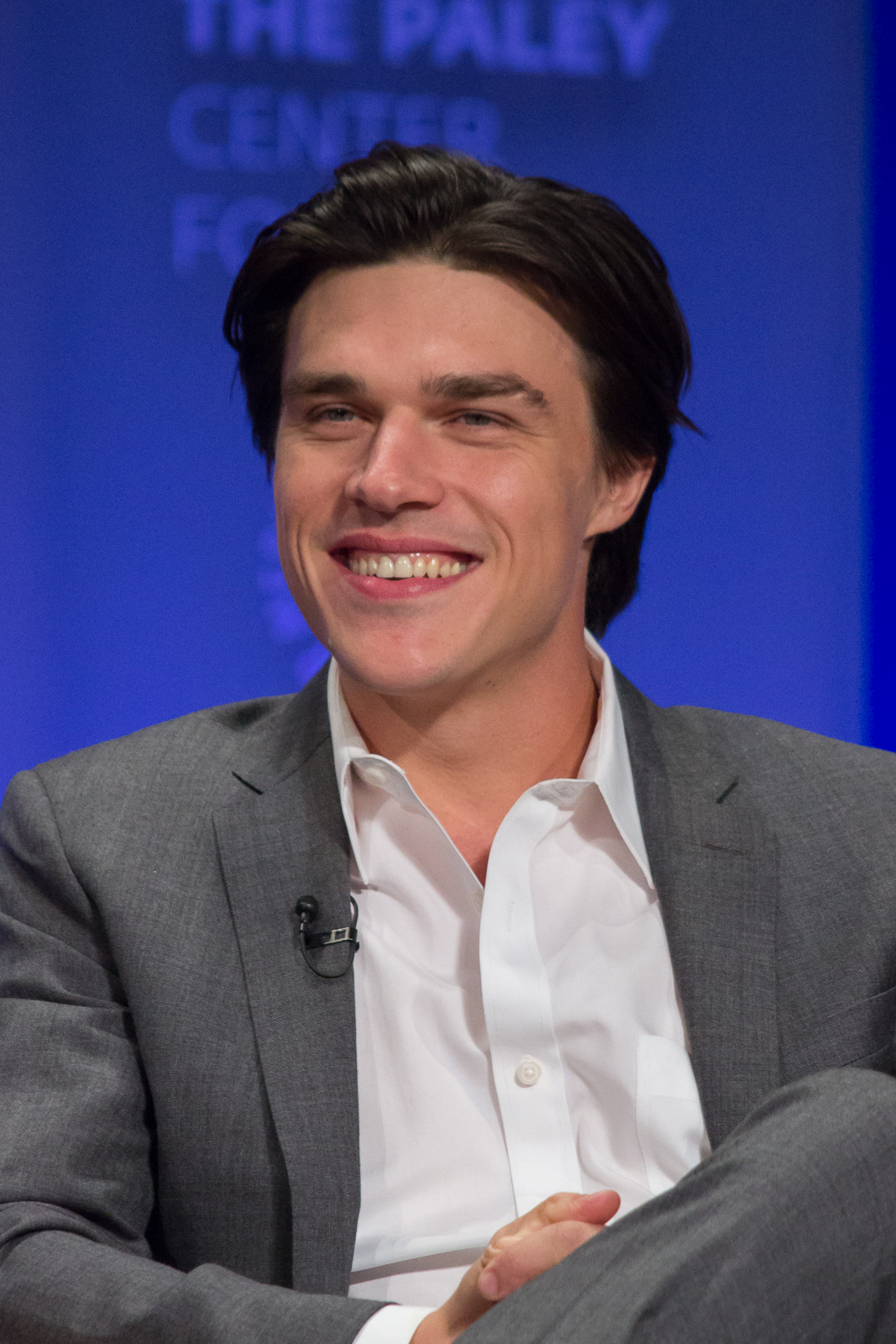
Finn Wittrock (2015)

Finn Wittrock (* 28. Oktober 1984 in Lenox, Massachusetts als Peter L. Wittrock Jr.) ist ein US-amerikanischer Schauspieler.

## Karriere
Wittrock kam schon früh mit der Schauspielerei in Kontakt. Er wuchs in Lenox in der Nähe der Theatergesellschaft Shakespeare & Company auf, wo sein Vater als Schauspieler und Sprachtrainer arbeitete. Sein filmisches Debüt hatte er 2003 in der Rolle als junger Eric Whitley in der Krimi-Serie „Cold Case – Kein Opfer ist je vergessen“. Bekannt geworden ist er durch die Rolle des Damon Millers in der Seifenoper „All My Children“ (2009–2011). 2012 trat er im Drama des Schriftstellers Arthur Miller „Tod eines Handlungsreisenden“ am Broadway auf. 2014 spielte er im prämierten Film The Normal Heart einen homosexuellen Mann, der an den Folgen der damals noch wenig verbreiteten Krankheit AIDS starb.

## Filmografie (Auswahl)
- 2003: Cold Case – Kein Opfer ist je vergessen (Cold Case, Fernsehserie, Episode 1x01)
- 2004: Halloweentown III: Halloweentown Highschool (Halloweentown High, Fernsehfilm)
- 2009–2011: All My Children (Fernsehserie, unbekannte Anzahl)
- 2010: Twelve
- 2011: Criminal Minds (Fernsehserie, Episode 7x11)
- 2011: Torchwood (Fernsehserie)
- 2013: Law & Order: Special Victims Unit (Fernsehserie, Episode 15x05)
- 2013: Masters of Sex (Fernsehserie, 4 Episoden)
- 2014: The Normal Heart (Fernsehfilm)
- 2014: Winter’s Tale
- 2014: Noah
- 2014: Unbroken
- 2014–2016, seit 2019: American Horror Story (Fernsehserie, 24 Episoden)
- 2015: My All American
- 2015: The Big Short
- 2016: La La Land
- 2017: Landline
- 2017: A Midsummer Night’s Dream
- 2018: Eine dumme und nutzlose Geste (A Futile and Stupid Gesture)
- 2018: American Crime Story (Fernsehserie)
- 2018: If Beale Street Could Talk
- 2018: Locating Silver Lake
- 2018: Write When You Get Work
- 2019: The Last Black Man in San Francisco
- 2019: Plus One
- 2019: Judy
- 2019: Semper Fi
- 2020: Ratched (Fernsehserie)
- 2021: Long Weekend
- 2021: A Mouthful of Air
- 2022: Tiefe Wasser (Deep Water)
- 2022: Ich. Bin. So. Glücklich. (Luckiest Girl Alive)
- 2023: Downtown Owl
- 2023: Origin
- 2024: Don’t Move
- 2025: Westhampton

## Auszeichnungen und Nominierungen
Emmy
- 2015: Nominierung als bester Nebendarsteller in einer Fernsehserie oder in einem Fernsehfilm für American Horror Story
- 2018: Nominierung als bester Nebendarsteller in einer Fernsehserie oder in einem Fernsehfilm für American Crime Story

Critics’ Choice Television Award
- 2015: Nominierung als bester Nebendarsteller in einem Fernsehfilm oder einer Miniserie für American Horror Story

Critics’ Choice Movie Award
- Jan. 2016: Nominierung für das beste Schauspielensemble für The Big Short

Screen Actors Guild Award
- 2016: Nominierung für das beste Schauspielensemble für The Big Short